# Karl Ernst von Baer
Karl Ernst Ritter von Baer, Edler von Huthorn (tiếng Nga: Карл Эрнст фон Бэр, hay còn được biết đến với một cái tên Nga là Karl Maksimovich Baer (tiếng Nga: Карл Максимович Бэр)) là một nhà khoa học người Estonia. Ông cùng với Ernst Haeckel phát hiện sự giống nhau về các giai đoạn phát triển phôi của các loài. 